# 延康 (漢)
延康（えんこう）は、後漢の献帝劉協の治世に行われた4番目（永漢を除く）の元号。220年。後漢最後の元号である。

## 改元
曹操の死去に伴い改元された。最高実力者といえども、皇帝の臣下に過ぎない者の死を理由にした改元は極めて異例であり、呉と蜀漢などでは認められなかった。

## 出来事
- 元年
  - 1月：曹操死去。曹丕が爵位を継ぐ。
  - 3月：建安25年を延康元年と改元。
  - 10月辛未：献帝、曹丕に伝国璽を渡して帝位を禅譲。後漢滅亡。

## 西暦・干支との対照表
| 延康 | 元年  |
| 西暦 | 220年 |
| 干支 | 庚子  |

## 他年号との対照表
| 延康  | 元年   |
| 呉 蜀 | 建安25 |